# Acanthophorides longicornis
Acanthophorides longicornis är en tvåvingeart som beskrevs av Borgmeier 1923. Acanthophorides longicornis ingår i släktet Acanthophorides och familjen puckelflugor. Inga underarter finns listade i Catalogue of Life.